# Abondance (fromage)
Pour les articles homonymes, voir Abondance.
L'Abondance est un fromage au lait cru  fabriqué en Haute-Savoie, qui bénéficie d'une appellation d'origine protégée. Ce fromage à pâte pressée mi cuite est exclusivement issu de la transformation de laits crus de vache produits dans le département.
Il partage son nom avec la vallée qui l'a vu naître, le val d'Abondance, et la race bovine qui lui donne son lait, l'abondance.
Son goût de noisette le fait apprécier tel quel ou fondu dans de nombreux plats cuisinés.
Sa meilleure période de consommation s'étend de juin à décembre.

## Description
Ce fromage se présente en disque appelé « meule ». D'une hauteur de 7-8 centimètres, il présente un talon concave. Le diamètre varie, donnant des fromages de 6 à 12 kilogrammes.

## Histoire
Autrefois produit sous diverses appellations : Toupin, Fontine, fromage de Bagnes ou des Conches..., le fromage d’Abondance gagne sa renommée grâce à l’action des moines des abbayes avoisinantes. La tradition orale de Haute-Savoie rapporte que les moines de l’abbaye d’Abondance expédièrent, en 1381 à Avignon, quinze quintaux du fromage éponyme au conclave d’Avignon, en charge d’élire un pape. En fait, en 1378, année du Grand Schisme d’Occident, se tinrent deux conclaves : l’un, à Rome qui élit Urbain VI, l’autre, en Avignon qui consacra Clément VII. C’est très certainement ce premier antipape qui dégusta l’Abondance et lui donna ses lettres de noblesse.

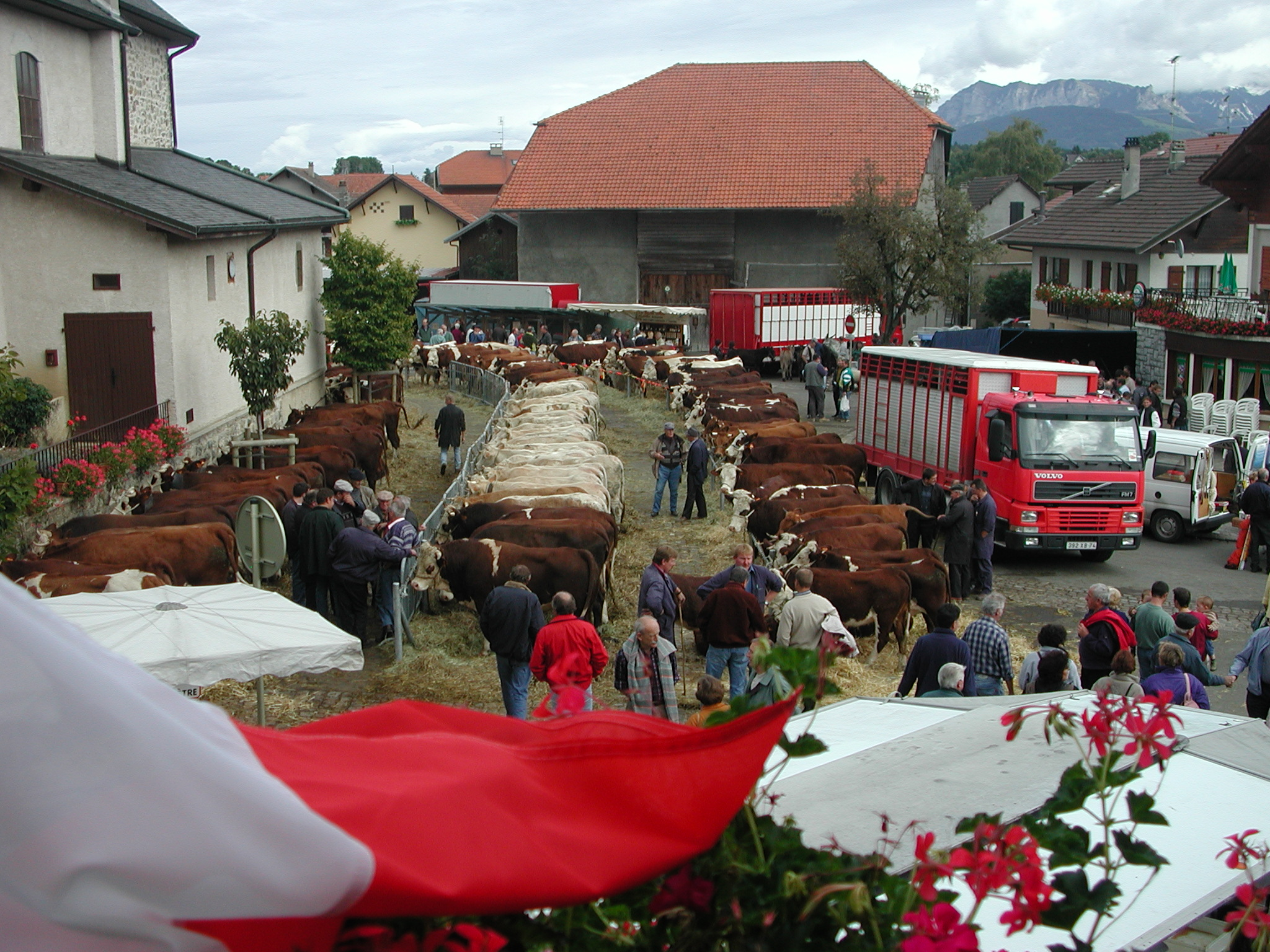
Vente de vaches à la foire agricole de Larringes.

## Terroir d'élaboration

### Aire d'appellation

Territoire de l'appellation d'origine du fromage Abondance.

L'aire délimitée correspond approximativement au terroir du Chablais français,.
Elle s'étend sur tout ou partie des communes suivantes de Haute-Savoie : 
Abondance, Alex, Allèves, Allonzier-la-Caille, Amancy, Andilly, Annecy-le-Vieux, Arâches-la-Frasse, Arbusigny, Arenthon, Armoy, Aviernoz, Ayse, Balme-de-Thuy (la), Baume, Beaumont, Bellevaux, Bernex, Biot (le), Bluffy, Boëge, Bogève, Bonnevaux, Bonneville, Bouchet (le), Brenthonne, Brizon, Burdignin, Cercier, Cernex, Cervens, Chainaz-les-Frasses, Chamonix-Mont-Blanc, Champanges, Chapelle-d'Abondance (la), Chapelle-Rambaud (la), Chapelle-Saint-Maurice (la), Charvonnex, Châtel, Châtillon-sur-Cluses, Chevaline, Chevenoz, Choisy, Clefs, Clusaz (la), Cluses, Collonges-sous-Salève, Combloux, Cons-Sainte-Colombe, Les Contamines-Montjoie, Contamine-sur-Arve, Copponex, Cordon, Cornier, Côte-d'Arbroz (la), Cruseilles, Cusy, Cuvat, Demi-Quartier, Dingy-Saint-Clair, Domancy, Doussard, Duingt, Entremont, Entrevernes, Essert-Romand, Etaux, Évires, Faucigny, Faverges, Fessy, Féternes, Fillinges, Forclaz, Gets (les), Giez, Grand-Bornand (le), Groisy, Gruffy, Habère-Lullin, Habère-Poche, Héry-sur-Alby, Houches (les), Larringes, Lathuile, Leschaux, Lucinges, Lugrin, Lullin, Lyaud, Magland, Manigod, Marcellaz, Marignier, Marlens, Marnaz, Megève, Mégevette, Meillerie, Menthon-Saint-Bernard, Menthonnex-en-Bornes, Mieussy, Montmin, Montriond, Mont-Saxonnex, Morillon, Morzine, Muraz, Mûres, Nancy-sur-Cluses, Nâves-Parmelan, Novel, Ollières, Onnion, Orcier, Passy, Peillonnex, Pers-Jussy, Petit-Bornand-les-Glières (le), Praz-sur-Arly, Présilly, Quintal, Reposoir (le), Reyvroz, Rivière-Enverse (la), Roche-sur-Foron (la), Saint-André-de-Boëge, Saint-Blaise, Saint-Eustache, Saint-Ferréol, Saint-Gervais-les-Bains, Saint-Gingolph, Saint-Jean-d'Aulps, Saint-Jean-de-Sixt, Saint-Jean-de-Tholome, Saint-Jeoire, Saint-Jorioz, Saint-Laurent, Saint-Martin-Bellevue, Saint-Paul-en-Chablais, Saint-Pierre-en-Faucigny, Saint-Sigismond, Saint-Sixt, Sallanches, Samoëns, Sappey, Saxel, Scionzier, Serraval, Servoz, Sévrier, Seythenex, Seytroux, Sixt-Fer-à-Cheval, Talloires, Taninges, Thyez, Thollon-les-Mémises, Thônes, Thorens-Glières, Tour (la), Vacheresse, Vailly, Vallorcine, Verchaix, Vernaz (la), Vers, Veyrier-du-Lac, Villard, Les Villards-sur-Thônes, Villaz, Ville-en-Sallaz, Villy-le-Bouveret, Villy-le-Pelloux, Vinzier, Viuz-la-Chiésaz, Viuz-en-Sallaz, Vougy et Vovray-en-Bornes.

### Climatologie
Le système de production de ce fromage est un pastoralisme montagnard. La zone d'appellation concerne les parties les plus hautes du département de la Haute-Savoie.
Le relief crée de multiples microclimats en fonction de l'altitude, de l'exposition ou de l'orientation des vallées et des vents dominants.

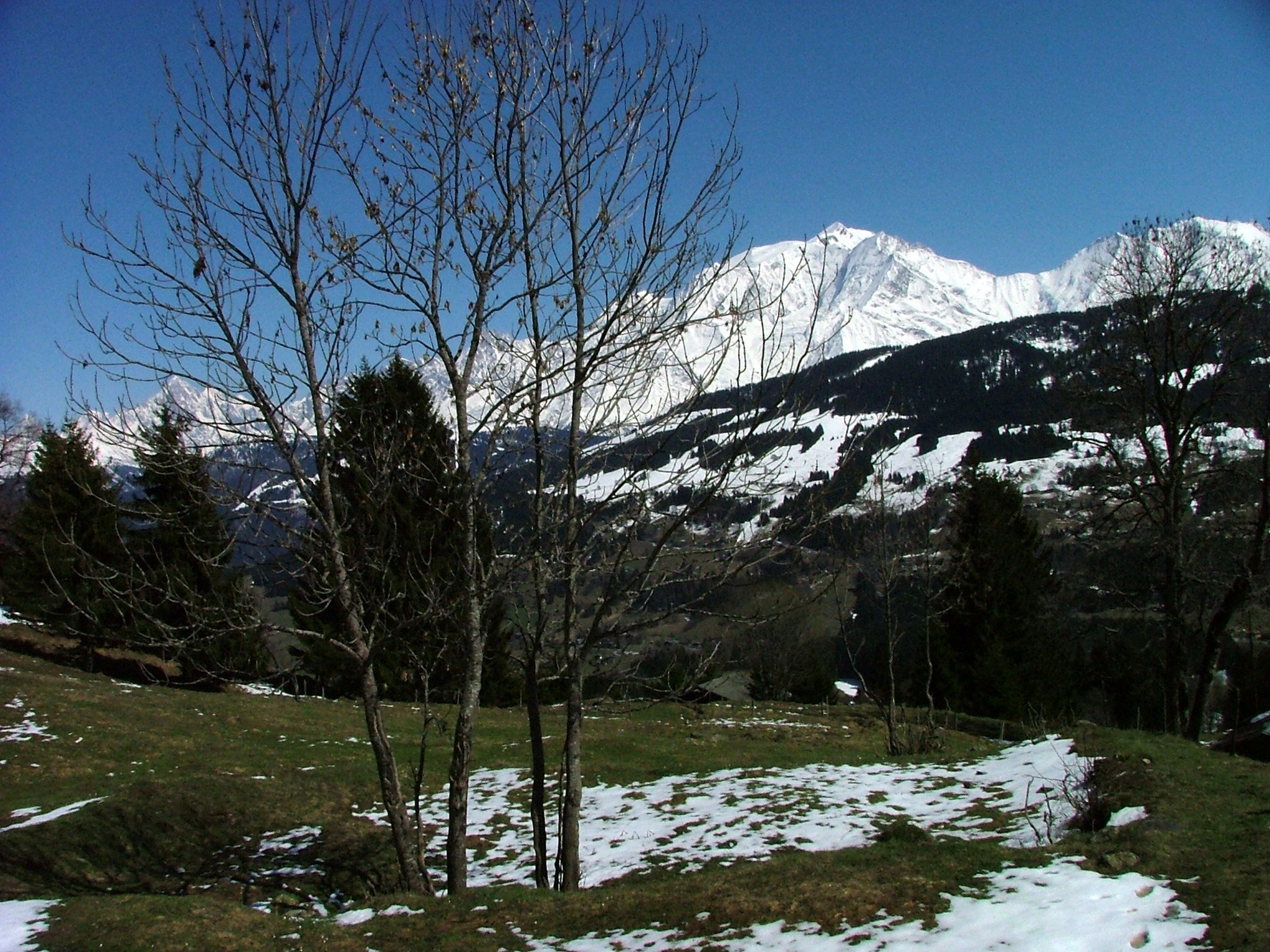
Pâturage au printemps (avril).
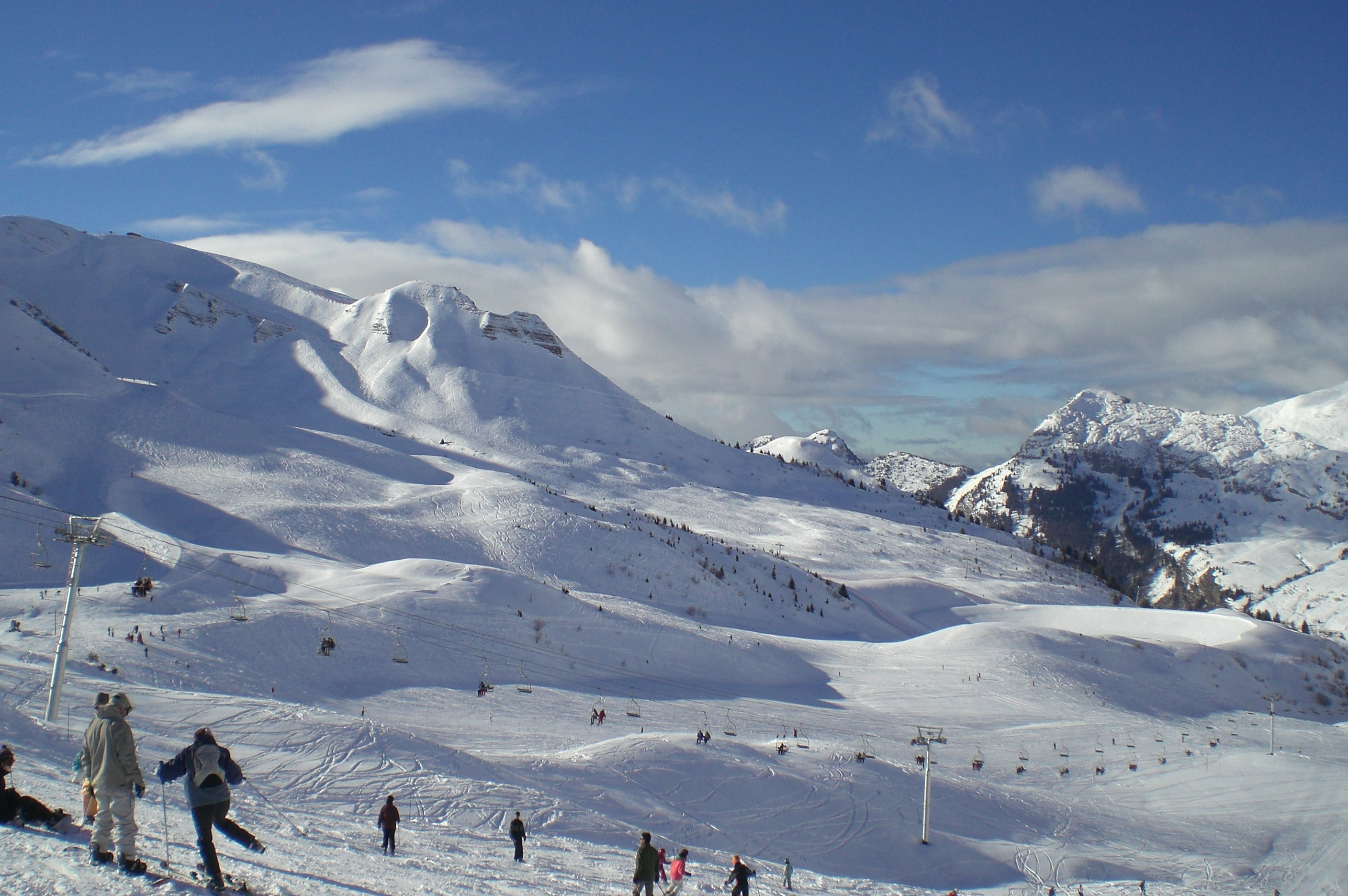
En hiver, les alpages sont le domaine des skieurs.

### Pédologie, orographie et paysage

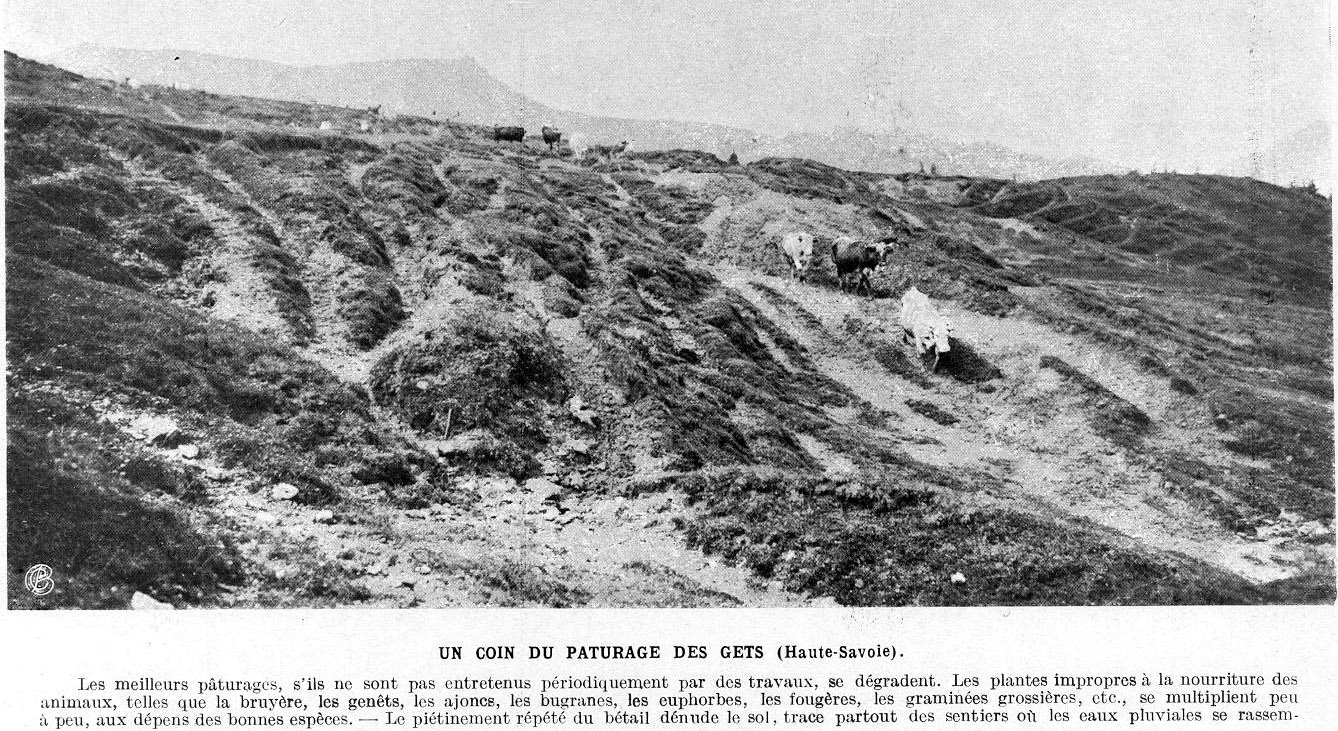
Illustration de 1900 sur les méfaits du surpâturage.
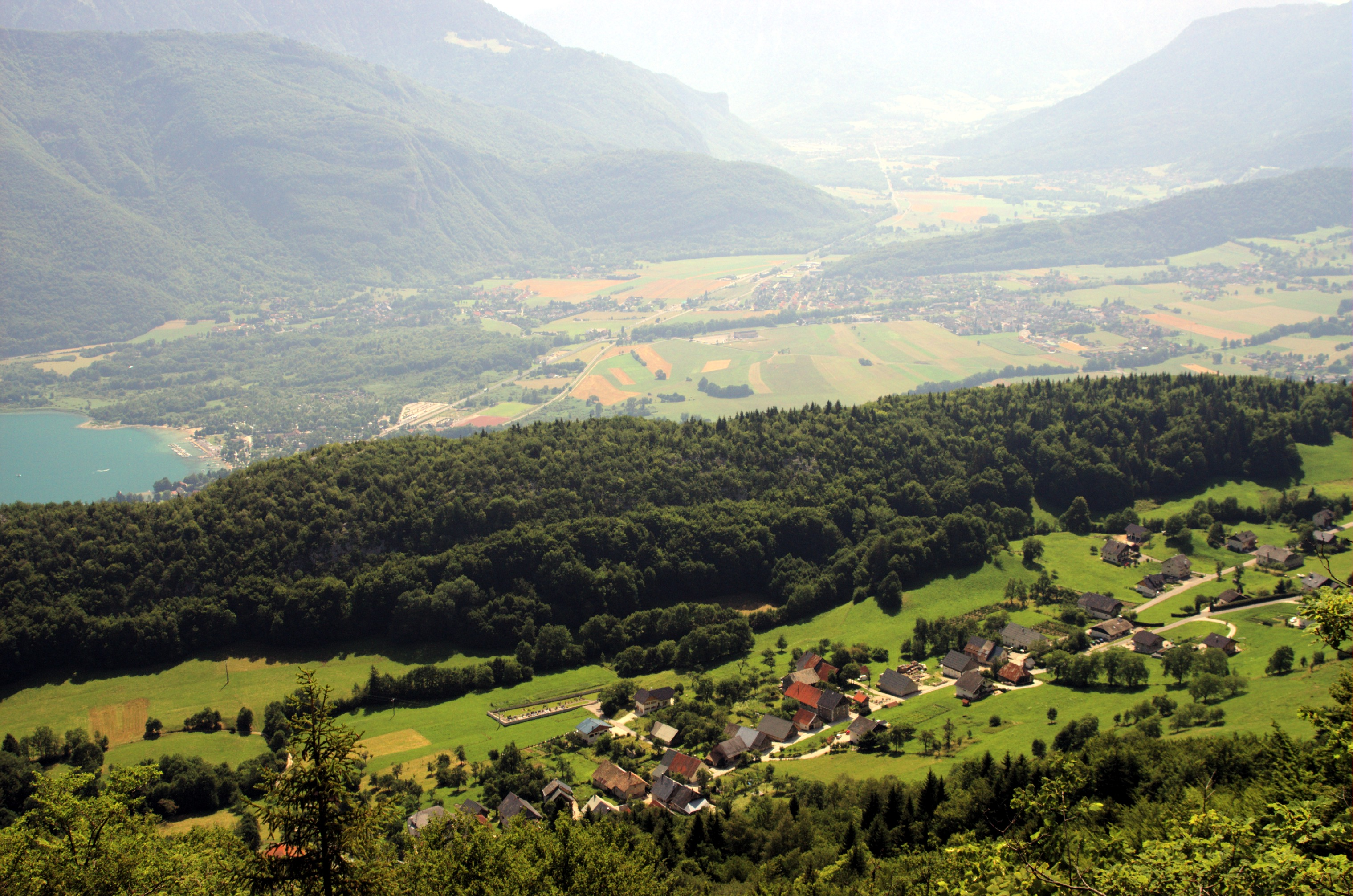
Exemple de paysage pastoral : villages entourés de prairies conquises sur la forêt.

### Les vaches laitières

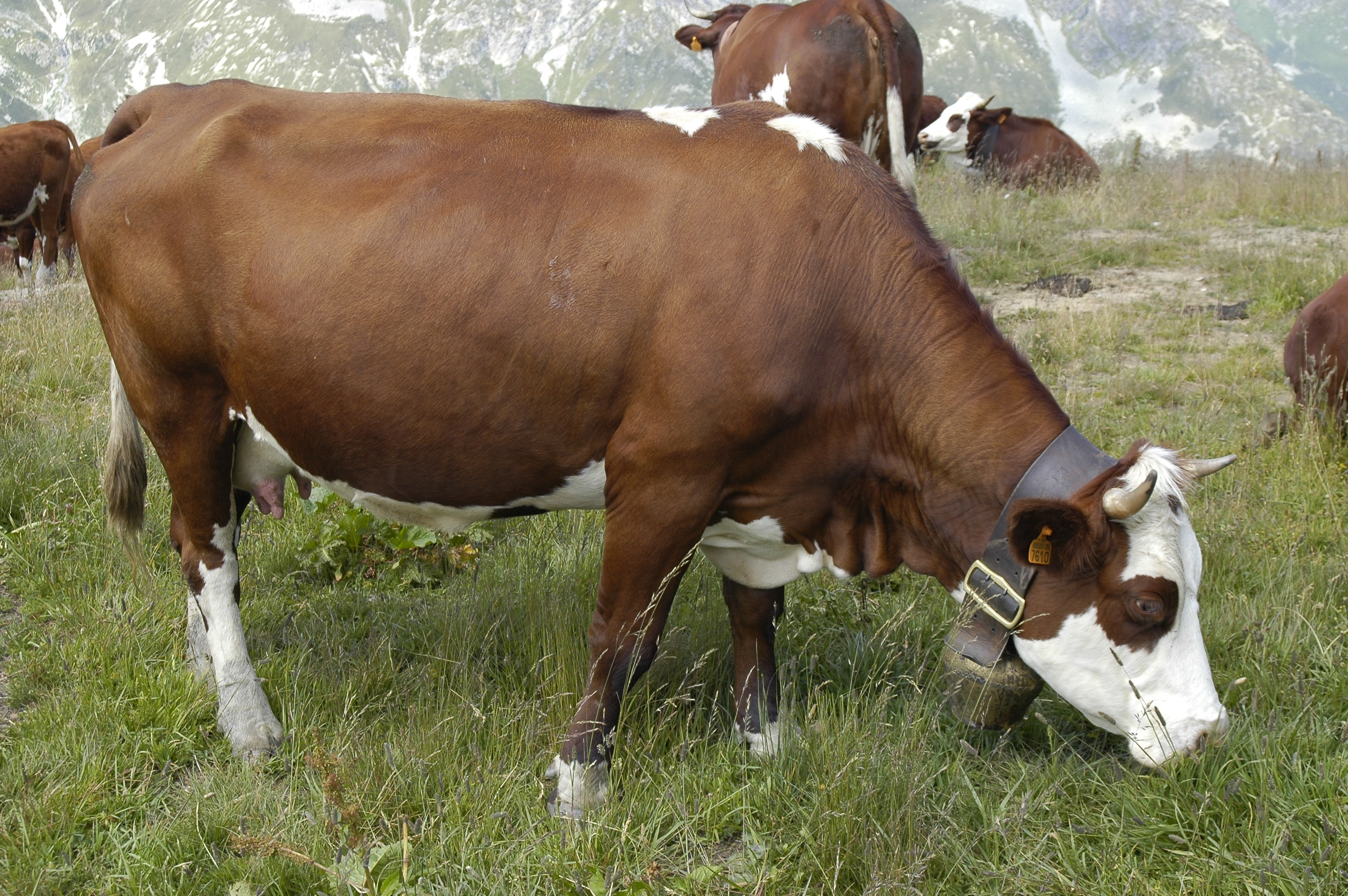
Vaches abondance à l'alpage.

L'élevage bovin dans les Alpes occidentales est séculaire. L'apparition de l'ancêtre de la race locale abondance en Valais et dans le Chablais remonte à l'arrivée des Burgondes dans la région. Le pastoralisme montagnard date déjà de cette époque.
Au Moyen Âge, les monastères d'Abondance et d'Aulps sont les initiateurs de la sélection raciale. Leur rôle économique était basé sur la fabrication fromagère. En 1381, les moines expédièrent quinze quintaux de fromage à un conclave d'Avignon.
Le troupeau est constitué de vaches des races abondance, montbéliarde et tarine. Une preuve de l'appartenance des animaux à ces races doit pouvoir être présentée. D'ici 2022, la proportion de la race abondance devra être d'au moins 55 % de chaque troupeau.
L'abondance, originaire du Val d'Abondance en Haute-Savoie, est une race pie rouge. Elle porte une robe rouge sombre, acajou, gardant la tête, le ventre et les pattes blanches. Les taches rouges sur ses yeux la rendent facilement reconnaissable. Ce « maquillage oculaire » est une adaptation à la violente lumière du soleil en altitude : la couleur sombre réverbère moins la luminosité et préserve la santé des yeux.
Race de taille moyenne, elle pèse environ 650 kg. Son squelette fin mais solide et ses onglons durs en font une bonne marcheuse, apte à la recherche de sa pâture dans les alpages d'altitude. Elle supporte sans mal l'été en alpage avec de fortes amplitudes thermiques quotidiennes.
Elle produit par lactation environ 6 000 kg d’un lait dont la composition est particulièrement bien adaptée pour la transformation fromagère.
La tarine est originaire de ce pays, plus précisément de la vallée de la Tarentaise qui lui a donné son nom. Elle porte une robe uniformément fauve (marron clair) avec les extrémités et muqueuses foncées (tour des yeux, oreilles, cornes, queue, mufle). Ces parties sombres lui donnent une meilleure résistance aux rayonnements solaires.
Elle est adaptée depuis des siècles à son rôle de mise en valeur des alpages. Ses onglons durs la rendent apte à la marche en montagne et sa robustesse lui permet de supporter l'élevage estival en plein air intégral.
Ses aptitudes laitières sont bonnes, avec 4 800 kg de lait par période de lactation. Une étude de l'INRA a découvert que cette vache produit une caséine typique. Le variant C de la caséine β confère donc au beaufort des caractéristiques organoleptiques et de textures particulières.

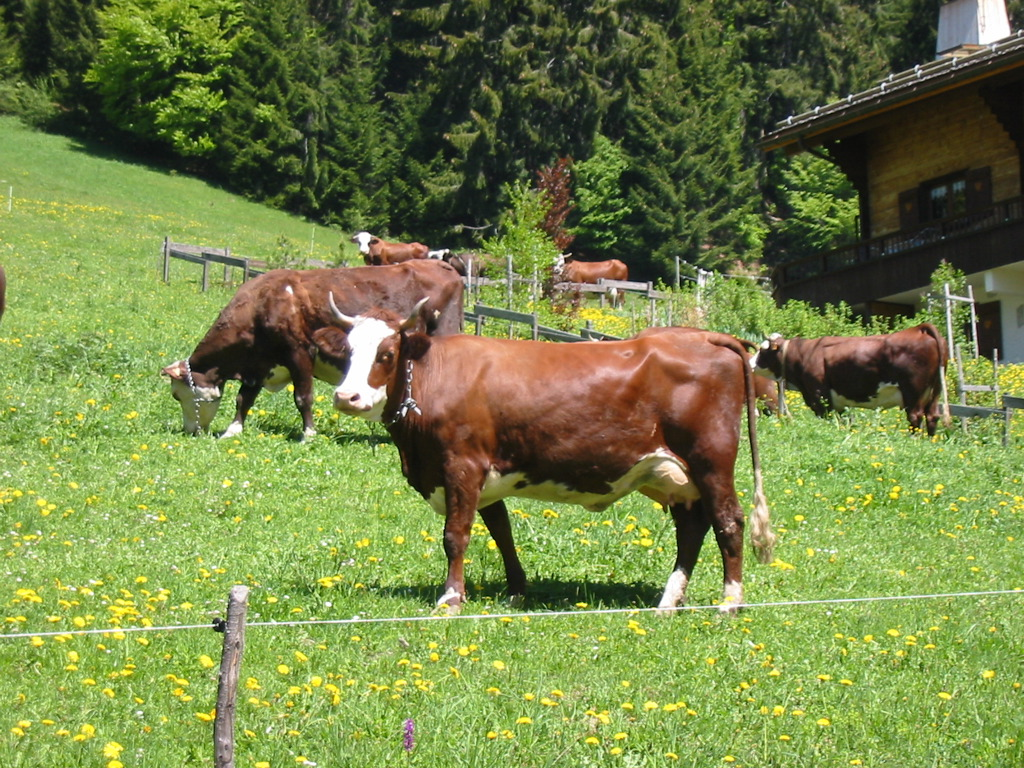
Vaches de race abondance dans un alpage fleuri.
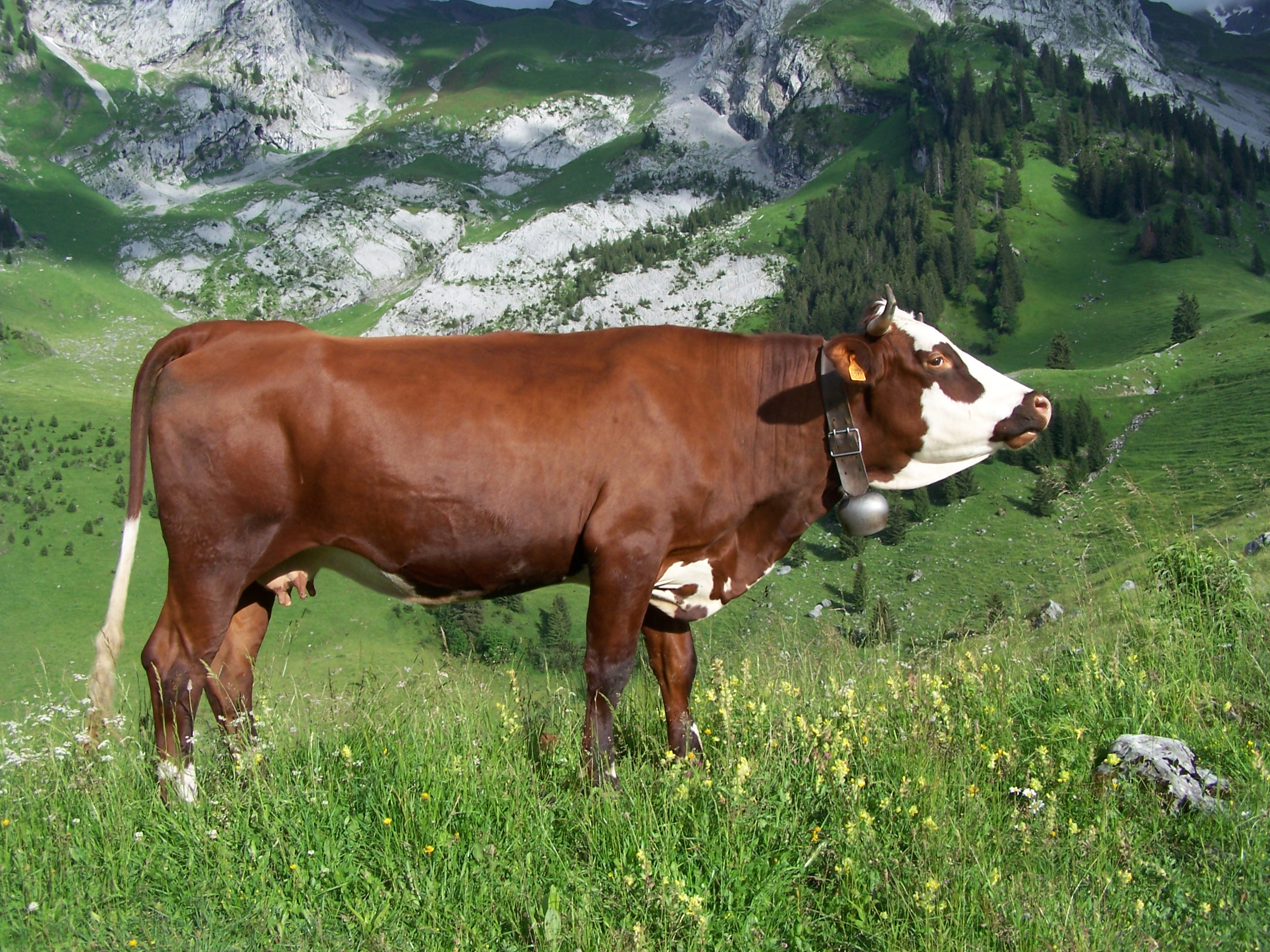
Vache abondance en alpage.
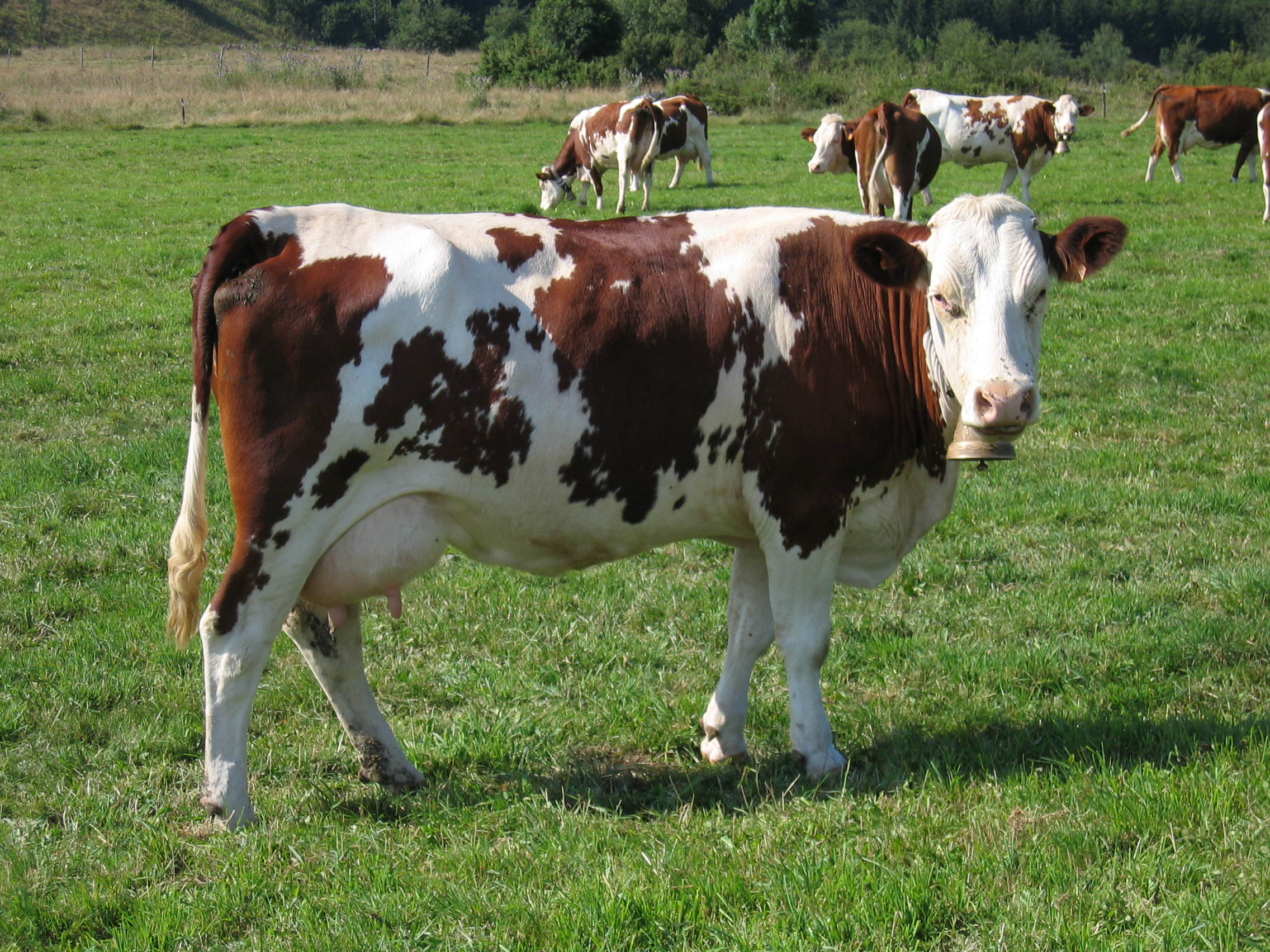
Vache montbéliarde.
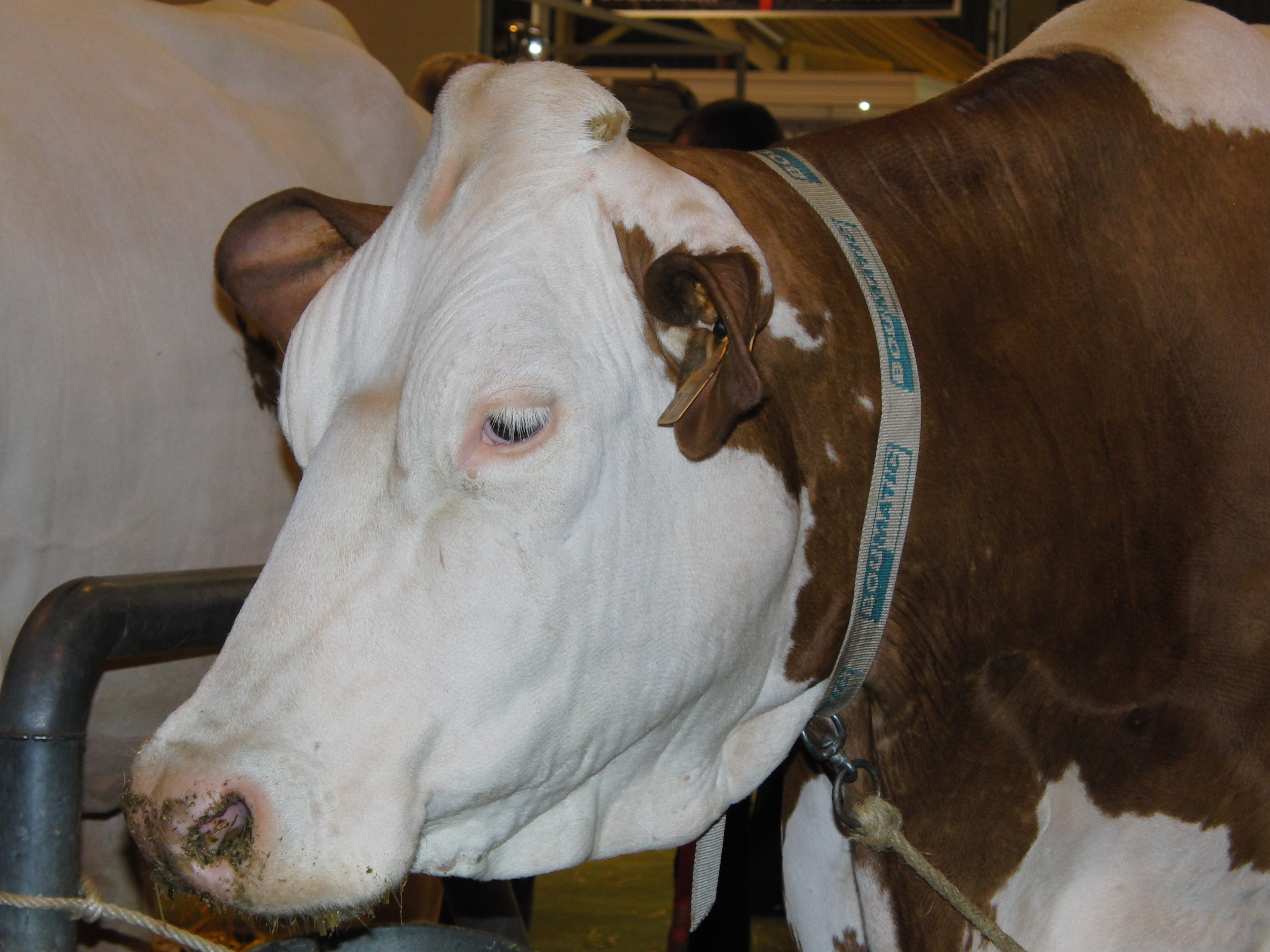
Tête de montbéliarde au concours général agricole en 2010.

### La production laitière

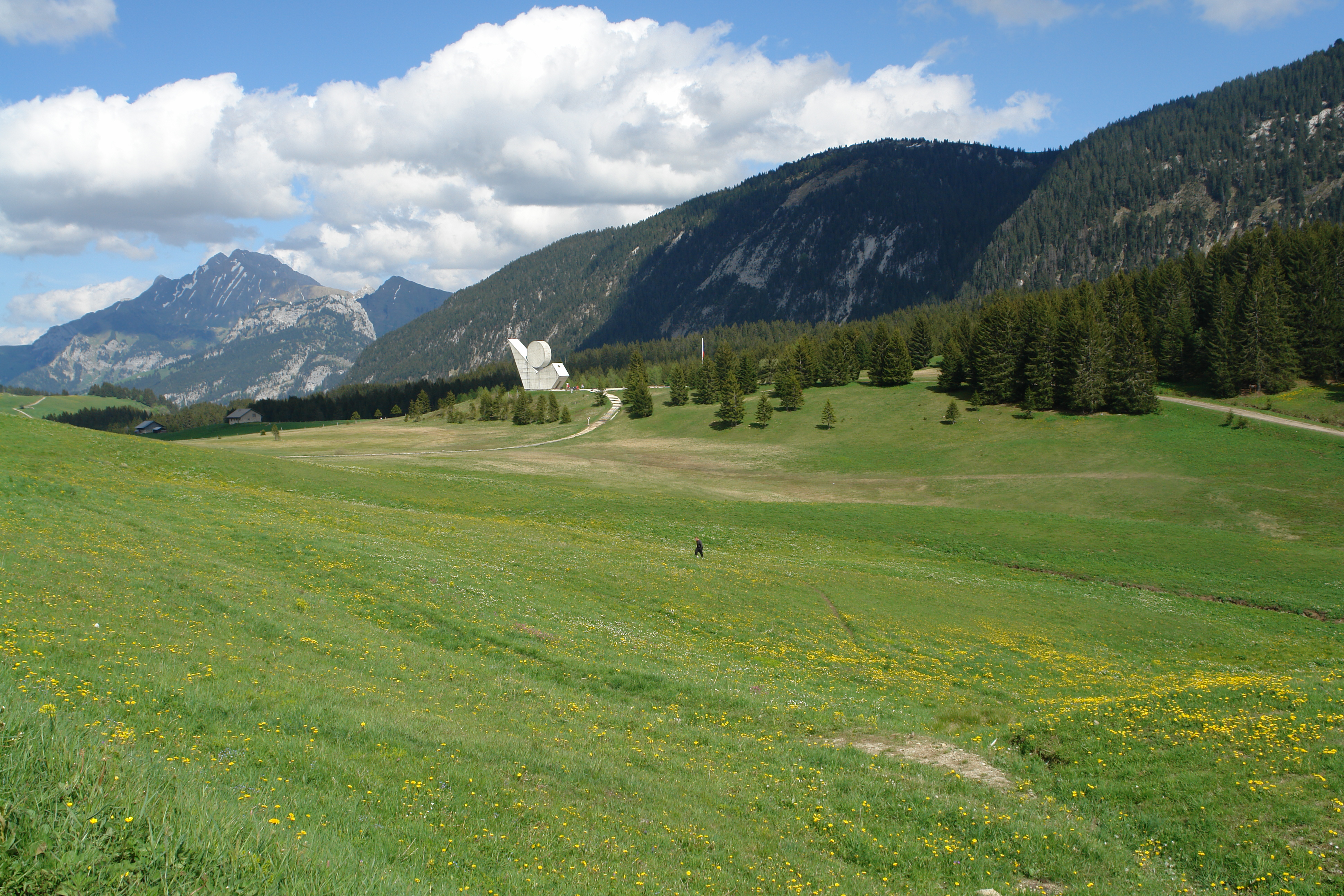
Alpage fleuri au plateau des Glières.

L'alimentation des vaches doit comporter au moins 65 % de fourrages issus de la zone d'appellation. La ration est constituée d'herbes de prairies artificielles ou de pâtures naturelles, de maïs vert, de foin, de betteraves fourragères et de luzerne déshydratée. Ce dernier aliment est limité à 3 kg par vache et par jour.
Les aliments fermentés (ensilage) sont interdits pour le troupeau laitier, mais toléré à la ferme pour d'autres animaux : mâles, autres espèces, à condition que toutes les mesures soient prises pour séparer les systèmes d'alimentation. Les aliments issus de végétaux transgéniques (OGM) sont aussi prohibés, non seulement pour l'affouragement, mais pour l'ensemble de la ferme.

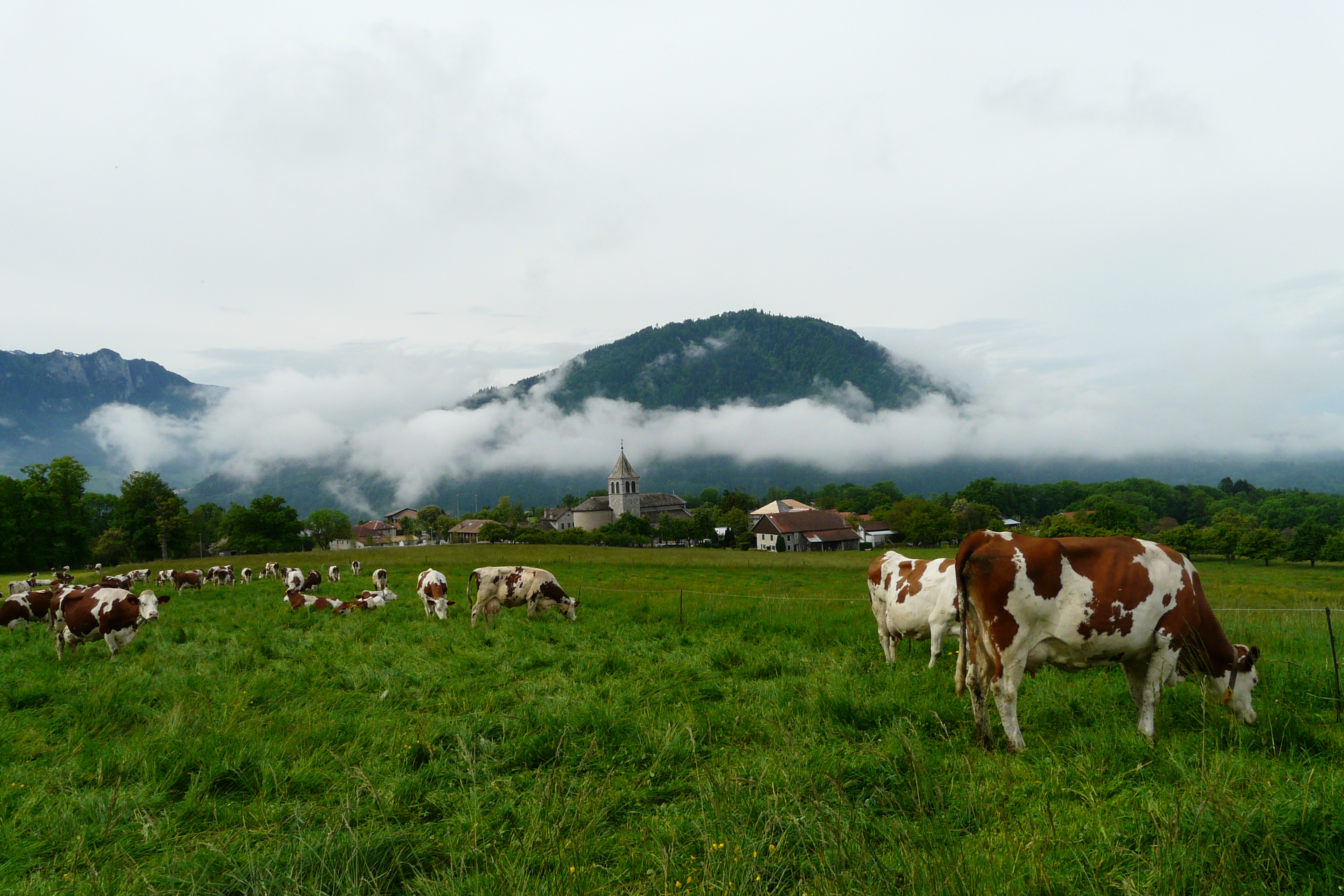
Troupeau de montbéliardes dans une prairie au printemps en fond de vallée.
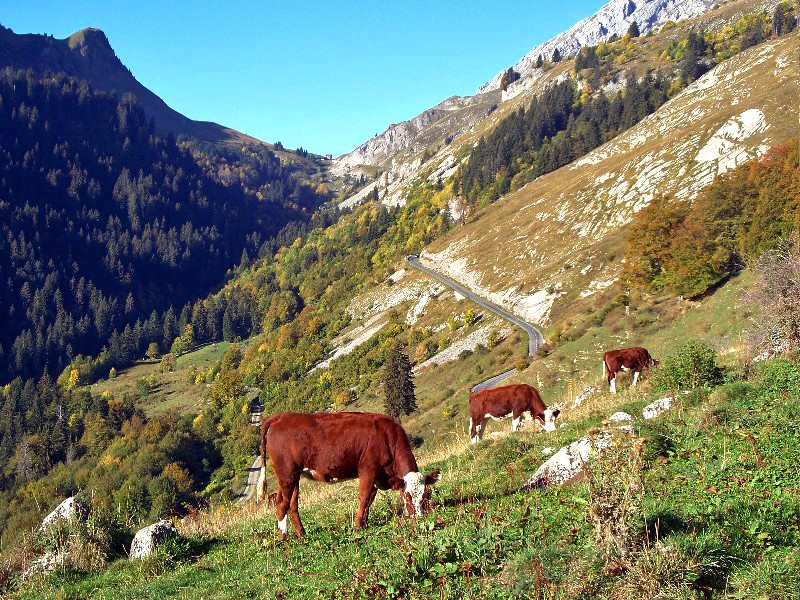
Génisses abondance au Reposoir.
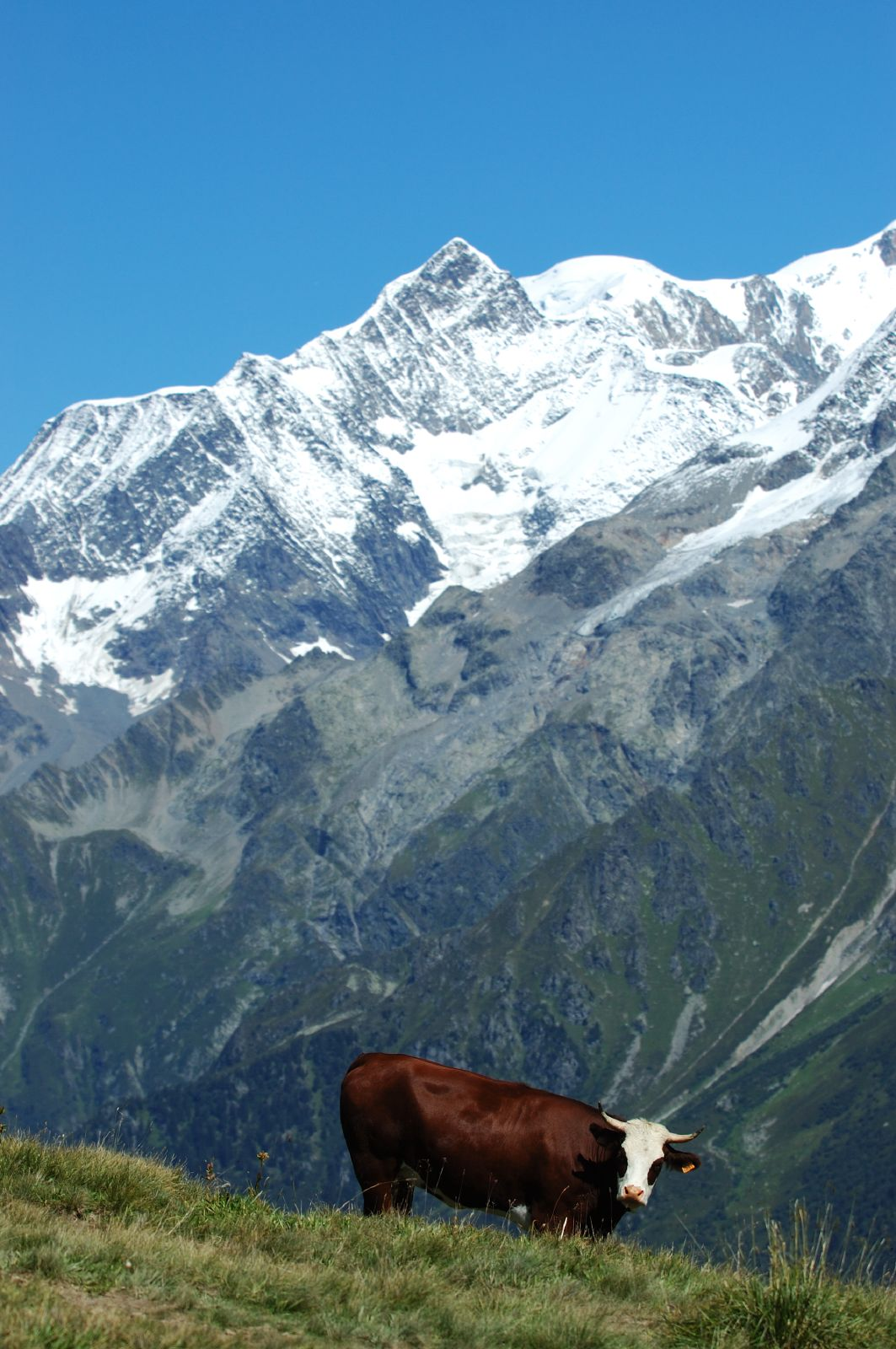
Abondance aux Contamines-Montjoie.
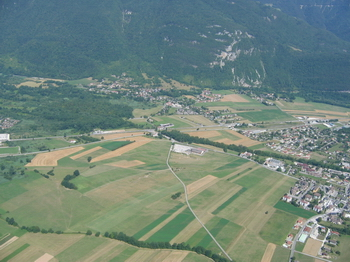
Prairies de fauche dans la vallée de l'Eau Morte près d'Annecy.

### La transformation fromagère
La collecte du lait cru est quotidienne. Le délai entre la traite et la mise en œuvre du fromage est raccourci au maximum pour préserver les ferments naturellement présents dans le lait et responsables de la flore microbienne du fromage au lait cru. Pour ce faire, la traite de la veille doit être emprésurée avant midi pour les laiteries coopératives .

### L'affinage
Le fromage subit une phase d'affinage de plusieurs semaines dans une cave (atmosphère régulée naturelle). L'humidité est de 90 % au moins et la température comprise entre 7 et 16 °C. La durée d'affinage doit dépasser les 100 jours après la transformation du lait en fromage. Durant cette phase, une croûte fauve se forme. Elle est constituée de morge, fromage en décomposition sous l'action de bactéries d'affinage.
Le fromage est posé sur des planches d'épicéa brutes (non rabotées), naturellement aseptisées, spécialement sciées et séchées pour l'affinage des fromages. Une étude a tenté d'y inoculer des bactéries Listeria mais elles ne se sont pas développées. Les planches développent une flore particulière au contact des fromages et leur usage contribue à l'affinage du goût de l'abondance. Leur nettoyage consiste en un vigoureux brossage à l'eau, sans détergent, puis elles sèchent au soleil.

## Volume de fabrication
Le volume de commercialisation de fromages fabriqués était de 873 tonnes en 1998 (soit +16,4 % depuis 1996) dont 34 % en fermier, actuellement environ 1 500 tonnes, dont 500 t fermier, le reste étant essentiellement industriel.
En 2020 la production atteint 3 500 tonnes.

## Consommation
Ce fromage peut se consommer nature avec un morceau de pain, en apéritif, à la fin d'un repas ou n'importe quand. Détaillé, il peut agrémenter une salade.
Il peut aussi être intégré à des recettes comme le berthoud, la fondue savoyarde ou la croûte au fromage.

## Folklore autour du fromage abondance

### Architecture
Le chalet de montagne fait partie intégrante du mode de production traditionnel du fromage. Le troupeau vivait autrefois dans le même bâtiment que les producteurs.
À Combloux, le musée de la pente occupe la ferme à Isidore, du nom de son dernier occupant. Cette ferme de 1832 n'a subi aucune modification. Elle renferme l'étable et des ustensiles de fabrication du fromage.

### Musée
De nombreux petits musées présentent les outils anciens de ferme, notamment ceux destinés aux sons du troupeau et ceux servant à la transformation du lait en fromage. À Lugrin, près d'Évian, le Temple du fromage accueille un musée expliquant la fabrication de l'abondance.

### Fête des fromages de Savoie
L'abondance participe à la fête annuelle des fromages du pays de Savoie Cette manifestation, qui inclut la dégustation et la vente de fromage, donne aussi lieu à des activités ludiques multiples destinées aux adultes et aux enfants (traite de vaches, exposition, visite de lieux touristiques, etc.). C'est une fête tournante car chaque année, le lieu de la manifestation change : Beaufort-sur-Doron en 2005, Thônes en 2006, Yenne en 2007, montagne du Semnoz près d'Annecy en 2008, Abondance en 2009, Minzier en 2010 et à La Chambre en 2011.

### Fêtes locales
La montée à l'alpage, ou montagnée, comme la redescente, ou démontagnée, donne localement lieu à des décorations de troupeau, marches d'accompagnement des troupeaux, et bien sûr, dégustation du produit phare.

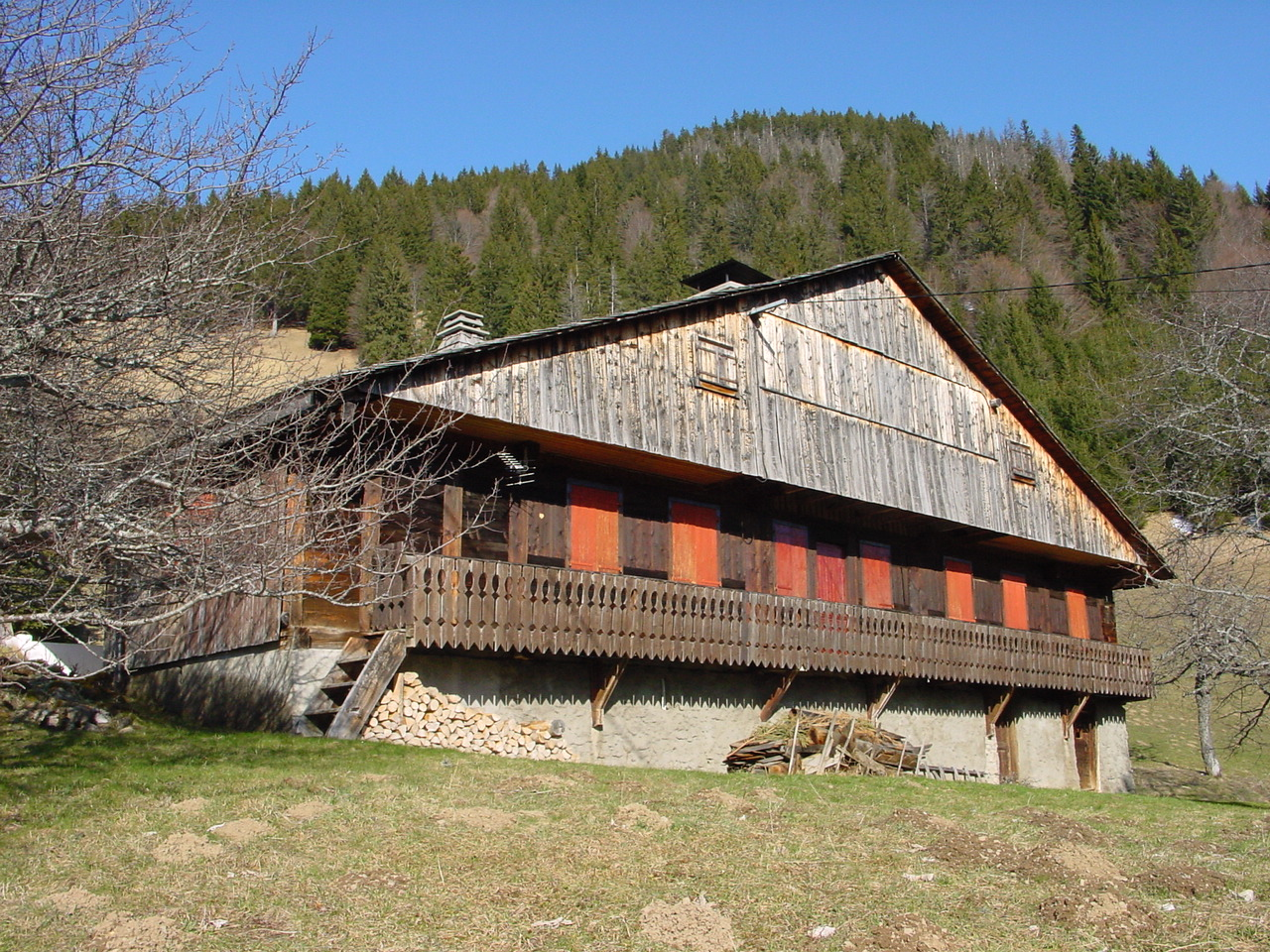
Chalet traditionnel du Val d'Abondance.
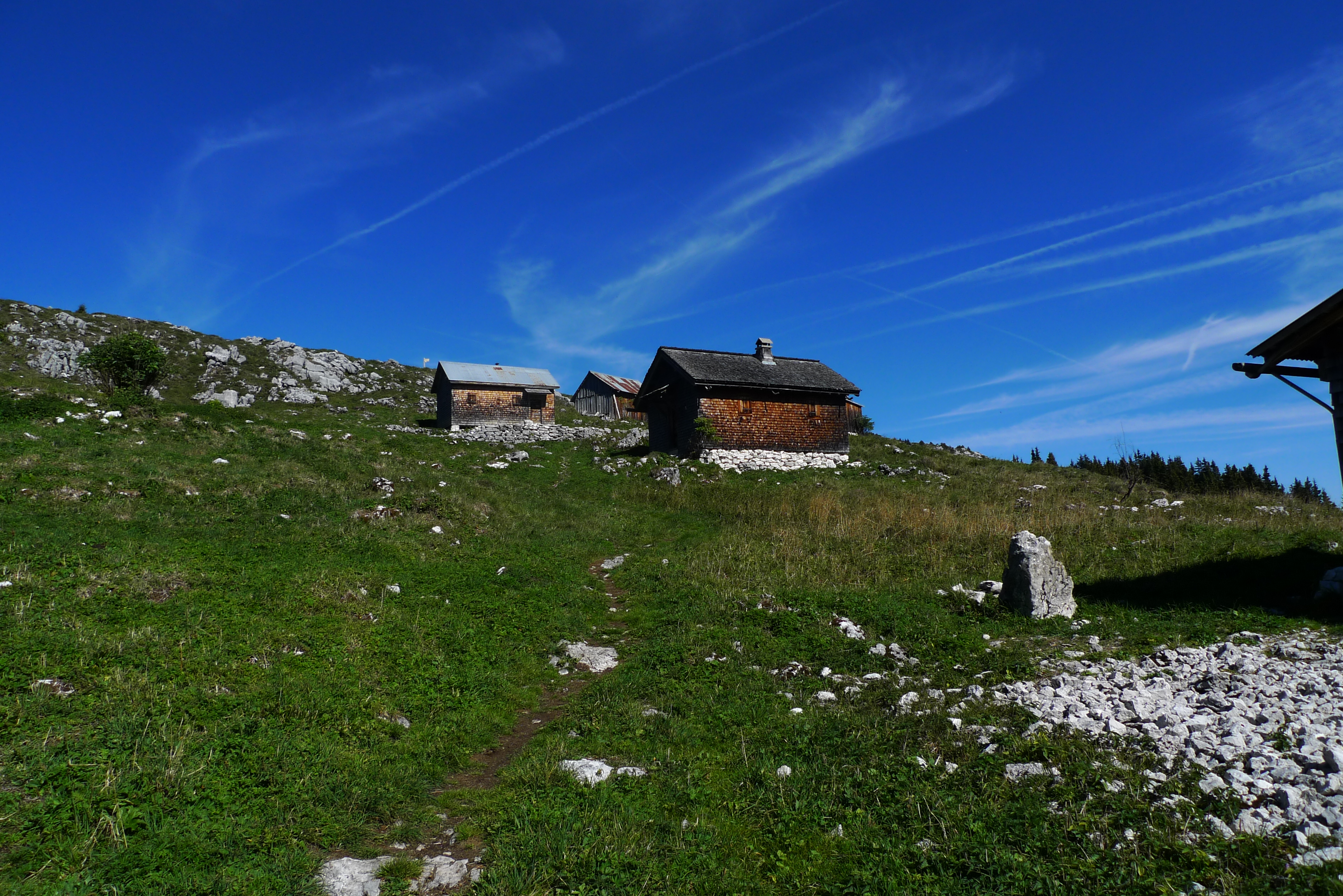
Châlets d'alpage.
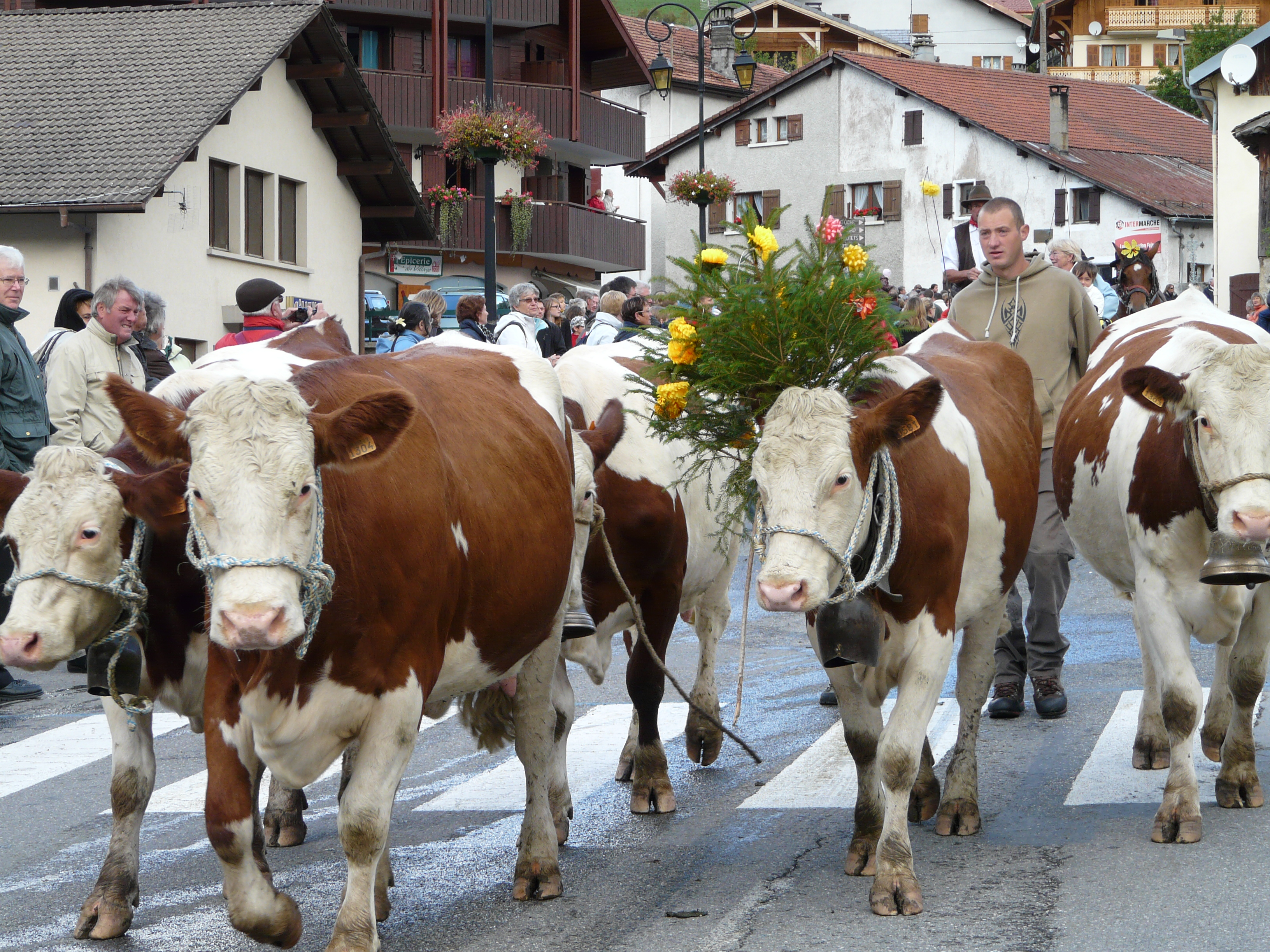
Redescente d'alpage (démontagnée) à Bernex.
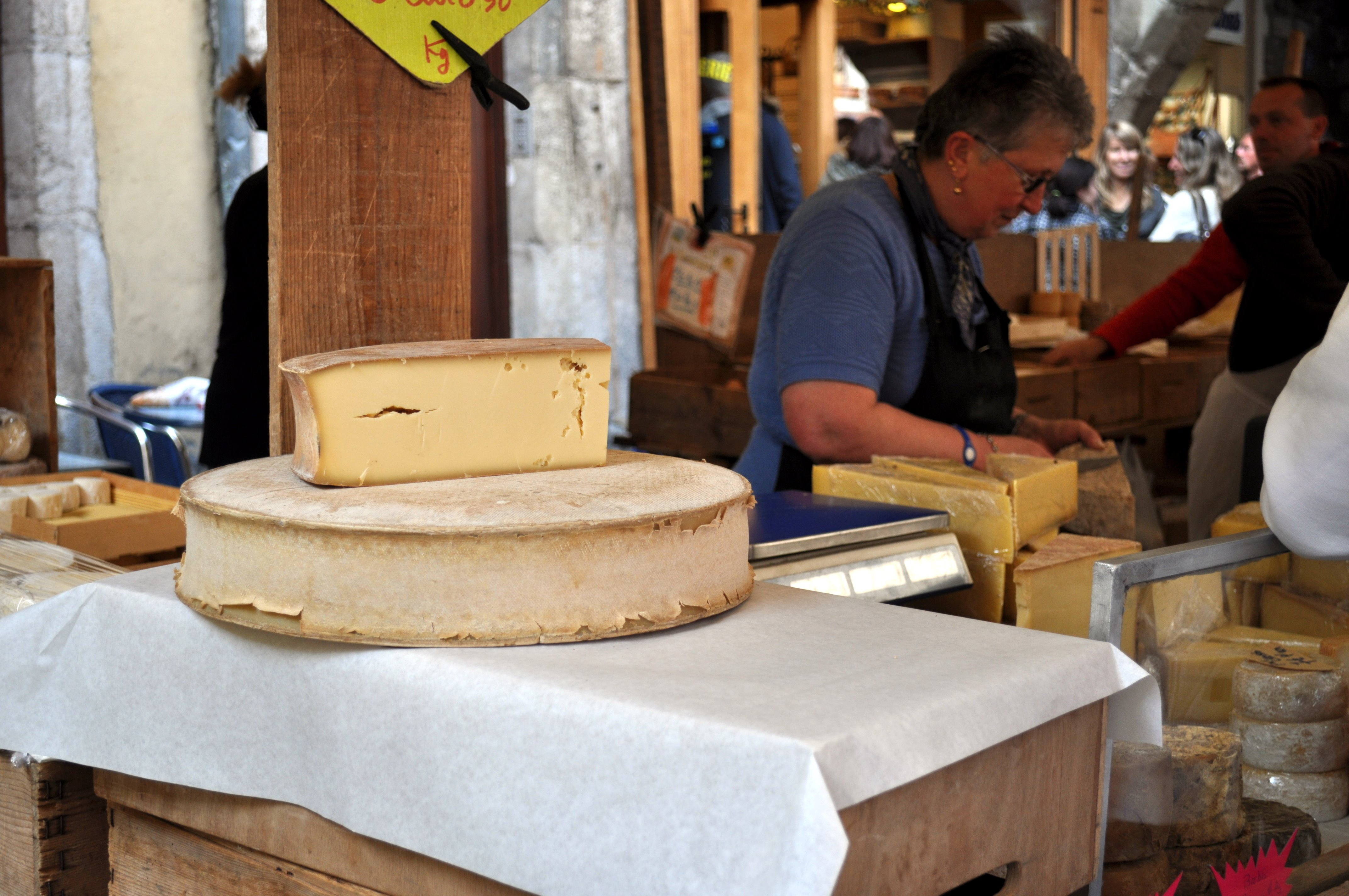
Meules d'abondance sur un marché.

## Sources